# حسن معاذ فلاته
حسن معاذ فلاته وهو لاعب كرة قدم سعودي، من مواليد 27 يناير من عام 1986 ميلادي ويلعب في مركز الظهير الأيمن.

## الحياة الشخصية
حسن هو شقيق اللاعب حسين معاذ.

## مسيرة اللاعب
لعب مع نادي الشباب ووقع مخالصة مالية مع الشباب في عام 2017 و وقع مع نادي الفيحاء عقد لمدة سنتين وفي مطلع عام 2018أعاره الفيحاء إلى نادي الشباب و انتقل إلى نادي الاتحاد عام 2018 و عاد إلى نادي الشباب مطلع عام 2019 و أخيراً لعب مع العين.

## أهدافه الدولية
- 2005 السعودية 1-0 المغرب ( مباراة ودية )

## إنجازاته مع ناديه
- كأس خادم الحرمين الشريفين للأبطال موسم 2008
- كأس خادم الحرمين الشريفين للأبطال موسم 2009
- الدوري السعودي موسم _ 2012
- كأس الأمير فيصل بن فهد موسم 2008/2009
- كأس خادم الحرمين الشريفين للأبطال موسم 2014
- بطولة النخبه الدولية موسم 2010.
- بطولة العين الدولية موسم2011.

## روابط خارجية
- حسن معاذ فلاته على موقع قاعدة بيانات كرة القدم.إي يو (الإنجليزية)
- حسن معاذ فلاته على موقع ناشيونال فوتبول تيمز (الإنجليزية)